# Belägringen av Fort William Henry
Belägringen av Fort William Henry ägde rum i augusti 1757. Den brittiska skansen vid Lake Georges södra ända kapitulerade efter sex dagars belägring inför en överlägsen fransk styrka.  Besättningen fick avtåga under militära hedersbetygelser men de överfölls av Frankrikes indianska allierade och ett antal män, kvinnor och barn dödades eller fördes bort i fångenskap.

## Belägringen
Fort William Henry hade uppförts efter den  brittiska segern i slaget vid Lake George 1755. Besättningen utgjordes av en bataljon från 35:e fotregementet under överstelöjtnant George Monro. På sommaren 1757 förstärktes besättningen och uppgick till omkring 2000 soldater. Det fanns också ett stort antal kvinnor och en del barn i skansen. Den franska styrkan under Louis-Joseph de Montcalm bestod av 6750 reguljära soldater och kanadensisk milis, 350 kanadensiska irokeser och 1050 andra indianer. Man var utrustade med tungt belägringsartilleri och ingångsatte en formell belägring efter europeisk modell. Fort William Henrys eget artilleri sköts sönder och de franska löpgravarna kröp allt närmare. Efter sex dagar beslöt Monro att kapitulera. Den brittiska garnisonen tilläts avmarschera under militära hedersbetygelser, föra med sig sina handvapen och en symbolisk kanon, men ingen ammunition. I kapitulationsvillkoren utlovades den franska militärens skydd mot indianerna. 

## Massakern
Vad som följde var en av det fransk-indianska krigets mest beryktade händelser. Frankrikes indianska allierade överföll den brittiska kolonnen. De dödade och skalperade ett antal soldater, tillfångatog kvinnor, barn, tjänare och slavar och dödade sjuka och sårade fångar. Tidiga brittisk-amerikanska berättelser uppgav att så många som 1500 personer dödades, men det är osannolikt att det var mer än 200 personer. Omkring 700 personer togs tillfånga, men av dessa återlämnades cirka 400 personer till Montcalm av de indianska ledarna. 

## Litterär behandling
Massakern spelar en viktig roll i James Fenimore Coopers roman Den siste mohikanen 1826 vilken sedan flera gånger filmats.